# Distrito de Nueva Requena
El distrito de Nueva Requena es uno de los siete que conforman la provincia de Coronel Portillo en el departamento del Ucayali. Limita por el Norte y el Oeste con la provincia de Ucayali  (Loreto), por el Este con el distrito de Callería y el distrito de Yarinacocha, por el Sur con el distrito de Campoverde.

## Historia
Fue creado por Ley 26352 del 14 de setiembre de 1994, en el gobierno del Presidente Alberto Fujimori. Su capital, el centro poblado de Nueva Requena se elevó a la categoría de Villa y está a 153 m s. n. m.

### Toponimia
El nombre Nueva Requena viene a la ciudad loretana de Requena.

## Geografía
Tiene una extensión de 1 857,82 kilómetros cuadrados.

## Población
Según censo 2007 la población del distrito es 5 122 habitantes.

## Autoridades

### Municipales
- 2023 - 2026[3]
  - Alcaldesa: Liz Jajaira Vasquez Mozombite.
  - Regidores:

  1. Wigberto Araujo Ramirez
  2. Francisca Maytahuari Pacaya
  3. Marcelino Ramirez Fernandez
  4. Greysi Luz Vargas Huanca
  5. Katherin Gissell Diniz Ruiz

### Religiosas
- Obispo de Pucallpa: Monseñor Gaetano Galbusera Fumagalli, SDB.[4]